# Vietznitz
Vietznitz è una frazione del comune tedesca di Wiesenaue, nel Brandeburgo.

Conta (2002) 242 abitanti.

## Storia
Vietznitz fu nominata per la prima volta nel 1365.
Nel 2003 il comune di Vietznitz venne fuso con i comuni di Brädikow e Warsow, formando il nuovo comune di Jahnberge, in seguito ridenominato Wiesenaue.